# 金华青
金华青 (1984年7月1日—)，浙江台州人，中国新锐纪录片导演，编剧。

## 生平
1984年7月1日出生于浙江省温岭市，自2001年起，先后在温岭电视台，台州电视台工作，后进入浙江卫视，带领自己的团队从事纪录片拍摄工作，2014年从浙江卫视辞职，同年签约陕西文化产业投资控股集团（陕文投） （页面存档备份，存于），成为专职纪录片导演。
曾担任第21届法国沃苏勒亚洲国际电影节终审评委、第3届米兰国际纪录片节终审评委以及第8届俄罗斯人类学电影节终审评委。
与高校合作，在兰州大学、浙江传媒学院等多个国内高校开办影像训练营，同时担任了兰州大学文学院创作导师，指导学生完成完成纪录片的创作和拍摄；在浙江传媒学院文化创意学院和苏州科技学院分别担任客座导师和外聘讲师。自2014年起已举办过四期影像工作坊。

## 主要作品介绍

### 柳菲的暑假
- 内容梗概

讲述了大山深处的女孩柳菲，在暑期中努力攒足下一学期学费的故事。
- 获奖情况

2007上海观影节最高奖-JVF大奖，
2006年度浙江省广播电视新闻奖一等奖，
浙江省电视牡丹奖短篇一等奖、最佳导演奖，
第九届四川电视节人文类评委会特别奖提名奖
- 展映情况

曾在广州国际纪录片大会、韩国EBS国际纪录片节等放映。

### 瓦全（页面存档备份，存于）
- 影片概况

讲述了拆解业大军在一个充塞着电子垃圾的小镇上打工和生活，并且为赚取更多金钱所发生的故事。希望引发人们对环境的思考和对金钱取舍能力的提升。该片成本为6000元，耗时两年多完成拍摄工作。
- 获奖情况

2008广州国际纪录片大会评委奖，
2009东京CON-CAN国际电影节最佳影片奖，
第4届欧洲环境艺术节最高奖—鹳巢奖，
第13届黑山国际电视节最佳导演奖

### 呼啸的金属（页面存档备份，存于）
- 影片概况

历时三年完成，成本为三万元，可视为《瓦全》的再挖掘。在BBC和半岛电视台均有放映过。本片跟踪拍摄了拆解民工老张和秋霞一家的故事，了解他们艰苦而危险的工作和不幸的遭遇。
- 获奖情况

第12届巴西FICA国际电影节最高奖（击败奥斯卡获奖电影《海豚湾》），
第7届首尔绿色国际电影节最佳长片奖，
第16届葡萄牙国际环境电影节荣誉奖，
2010香港华语纪录片节短片组亚军

### 长湖的渴望
- 影片概况

反映了甘肃人民对抗沙尘暴的情况，包含了许多感人至深的防风和治理沙尘暴的真实故事。开机时间为2009年春天，取景地在甘肃武威，拍摄的一年多时间里，遇到过水旱、暴雪以及最常见的沙尘暴等十分恶劣的天气，拍摄条件十分艰苦。
- 获奖情况

第13届巴西FICA国际电影节最佳短片奖，
2013年上海国际电影节“手机电影节”最佳纪录片奖，
入围第64届戛纳国际电影节短片单元展映

### 花朵
- 影片概况

讲述了河北省吴桥县许多练杂技的孩子的故事，身在杂技之乡，这些孩子希望借由杂技，走出家乡，走向更好更广阔的世界。为此，这些孩子付出的努力和辛酸，是常人难以想象的，影片真实地展现了他们的生活日常。
- 获奖情况

2012年联合国儿童基金会大奖，
2013墨西哥蒙特雷国际电影节最佳纪录片奖，
第27届爱沙尼亚帕努人类学电影节最佳儿童影片奖，
第20届法国沃苏勒亚洲国际电影节青年评委会奖
- 新闻评价

南方周末：“《花朵》的故事线并不复杂，但把更多的关注放在了杂技儿童家庭的生存境遇上，使这部影片具有了更加广阔的视野和高远的主题表达。”

### 孤城
- 影片概况

影片反映了由于玉门油田资源枯竭，油田职工纷纷离开此地，剩余老弱病残守着这座城市，整个城市失去了往日的热闹，只有无尽的萧条和寂寥。影片通过这一现实情况反映出了环境给人们生活和工作带来的巨大影响，同时引发观众对环境社会问题的思考和重视。
- 获奖情况

第14届巴西FICA国际电影节最佳短片奖，
第8届欧洲环境艺术节评委会特别奖，
第2届华盛顿华语电影节纪录短片金奖

### 奔跑的黄昏
- 影片概况

2013年春天开拍，记录一户普通的家庭中，家中母亲坚决并持续举报村里造纸厂的污染问题，尽管面临许多次的恶意报复依旧执意继续，并最后选择上访的故事。
- 获奖情况

第4届中国纪录片学院奖最佳短纪录片奖，
第9届墨西哥城国际纪录片电影节最佳电视纪录片奖，
第2届东京国际绿色电影节评审团特别奖，
2015年印度尼西亚国际电影奖最佳短纪录片奖

### 贡秋卓玛（页面存档备份，存于）
- 影片概况

以藏族姑娘贡秋卓玛为原型，讲述了她的追梦之旅。

### 羊儿满山跑
- 影片概况

讲述了宁夏吴忠县同心村一位村支书尽心尽力为乡亲们追讨扶贫款的故事。“这是导演用电影的语言对我国精准扶贫的一次深入思考，他表示今后还会将更多的注意力放到这个领域上”。

- 获奖情况

2016年获皇家世界荣誉奖

## 作品列表
| 片名       | 年份   | 类型   | 时长     |
| ---------- | ------ | ------ | -------- |
| 柳菲的暑假 | 2006年 | 纪录片 | 16分59秒 |
| 瓦全       | 2008   | 纪录片 | 26分01秒 |
| 呼啸的金属 | 2008年 | 纪录片 | 50分     |
| 长湖的渴望 | 2011年 | 纪录片 | 29分56秒 |
| 尘埃       | 2011年 | 纪录片 | 40分     |
| 孤城       | 2012年 | 纪录片 | 27分     |
| 花朵       | 2012年 | 纪录片 | 38分     |
| 追梦人     | 2012年 | 纪录片 | 40分     |
| 盛夏的别离 | 2013年 | 剧情片 | /        |
| 大声呼吸   | 2013   | 剧情片 | 52分     |
| 奔跑的黄昏 | 2013年 | 纪录片 | 42分     |
| 贡秋卓玛   | 2015年 | 纪录片 | 30分     |
| 羊儿满坡跑 | 2016年 | 剧情片 | 13分     |